# منوال (اتنين كريز)
منوال هو دُوَّار يقع بجماعة لمرابيح، إقليم سيدي قاسم، جهة الرباط سلا القنيطرة في المملكة المغربية. ينتمي الدوّار لمشيخة اتنين كريز التي تضم 20 دواوير. يقدر عدد سكانه بـ 64 نسمة حسب الإحصاء الرسمي للسكان والسكنى لسنة 2004.

## روابط خارجية
- البوابة الوطنية للجماعات الترابية
- المندوبية السامية للتخطيط